# Bandera de Calgary
La bandera de Calgary està formada per un camp vermell amb dues cintes o faixes estretes a tocar de la vora superior i inferior, sobre el camp s'afegeix la lletra "C" de Calgary i un barret de cowboy. La bandera fou adoptada l'any 1983 com a resultat d'un concurs. Gwin Clark i Yvonne Fritz, antic membre de l'Assemblea Legislativa d'Alberta, van crear-ne el disseny.

## Disseny i simbolisme
El camp vermell simbolitza els uniformes de la Policia Muntada del Nord-oest. Els colors vermell i blanc simbolitza l'hospitalitat i l'esperit. Les faixes blanques fan, totes dues, un 3/32 d'alçada de la bandera. La gran lletra "C" fa un 11/16 d'alçada de la bandera i simbolitza el centenari de la ciutat, el caràcter, la cultura, l'encant i l'harmonia entre la ciutat i els seus ciutadans. Aquesta presenta un petit anell exterior al voltant de la circumferència de la "C". El barret blanc situat dins de la "C" simbolitza la història del rodeo a Calgary. Es va col·locar deliberadament dins de la "C" per simbolitzar les persones que vivien dins de la ciutat.

Logo dels restaurants Arby's.

A causa dels colors utilitzats i l'ús del barret de cawboy, la bandera s'ha comparat en broma amb el logotip de la cadena de restaurants Arby's.

### Colors
| Model de color | Vermell     | Blanc         |
| -------------- | ----------- | ------------- |
| RGB            | 227, 52, 49 | 255, 255, 255 |
| CMYK           | 0-77-78-11  | 0-0-0-0       |
| HTML           | #E33431     | #FFFFFF       |

Codis extrets a partir del codi de color HTML.

## Ús
La bandera oneja dins la cambra de l'Ajuntament de Calgary i fora de l'edifici. Les directrius de la bandera de la ciutat s'alineen amb les del govern d'Alberta i del govern del Canadà.

## Història
El primer disseny de bandera estava format per un camp de color blanc amb un pal vertical vermell que ocupava el terç esquerre. Dins d'aquest hi havia una "C" amb l'escut de la ciutat dins. La part blanca de la bandera mostrava al centre el text "CALGARY" en mig de dues fulles vermelles d'auró de la bandera del Canadà.
La Comitè del Centenari de la Incorporació, juntament amb l'ajuntament de la ciutat, va organitzar un concurs. Els guanyadors van ser Gwin Clarke i Yvonne Fritz. Més tard, Fritz servirà a l'Assemblea Legislativa d'Alberta per al districte de Calgary-Cross. Se suposa que el primer disseny va funcionar fins al 3 d'octubre de 1983, quan va ser substituït pel disseny guanyador del concurs.